# TAB-77
La serie de vehículos de combate anfíbios TAB (en rumano: Transportor Amfibiu Blindat, o vehículo de transporte de infantería anfíbio), son la copia bajo licencia de los modelos BTR rusos hechos bajo licencia durante el periodo de la Rumania socialista, entre los años 1959 a 1989. Por muchos años la firma de maestranzas rumana ROMARM, previamente denominada RATMIL Regie Automoma, que fabricó versiones altamente modificadas del TBP soviético BTR-70 (8×8) bajo licencia. En el Ejército de Rumania la designación oficial de éste APC era TAB-77, y difiere de su contraparte de Rusia, el BTR-70 en una cantidad de áreas. La producción del TAB-77 está completa y ya no es comercializado por la nueva compañía ROMARM.

## Descripción
Las más significativas diferencias de la variante rumana del BTR-70; el TAB-77 es que está motorizado por dos motores de la referencia 797-05M1 y de combustible diésel manufacturados por la firma Saviem, mientras que el BTR-70 ruso dispone de dos motores de la referencia ZMZ-4095 y son a gasolina. El vehículo rumano es más pesado que la versión rusa; el BTR-70 y su eficiencia entre peso/potencia se ha disminuido.
El casco totalmente soldado del TAB-77 provee a la tripulación de protección frente a impactos de armas calibre 7.62 mm disparadas desde un rango de distancia de hasta 100 m.
El aspecto exterior del TAB-77 es similar al del TBP ruso BTR-70, con el conductor sentado al frente a la izquierda y el comandante del blindado a la derecha en el frente. Ambos disponen de portezuelas de apertura frontal que se pueden asegurar en posición vertical desde el habitáculo, ambos tripulantes están protegidos por pantallas de cristal blindado, y cuando el vehículo está en una zona de combate, estas se cubren con una placa de blindaje frontal abatible al frente, y en modo de observación tienen a su disposición dos periscopios montados con otros equipos adicionales de visión que les dan vista a los lados del blindado. El comandante en caso de ser necesario puede accionar un faro de búsqueda que se puede operar desde el interior del vehículo.

## Características Técnicas

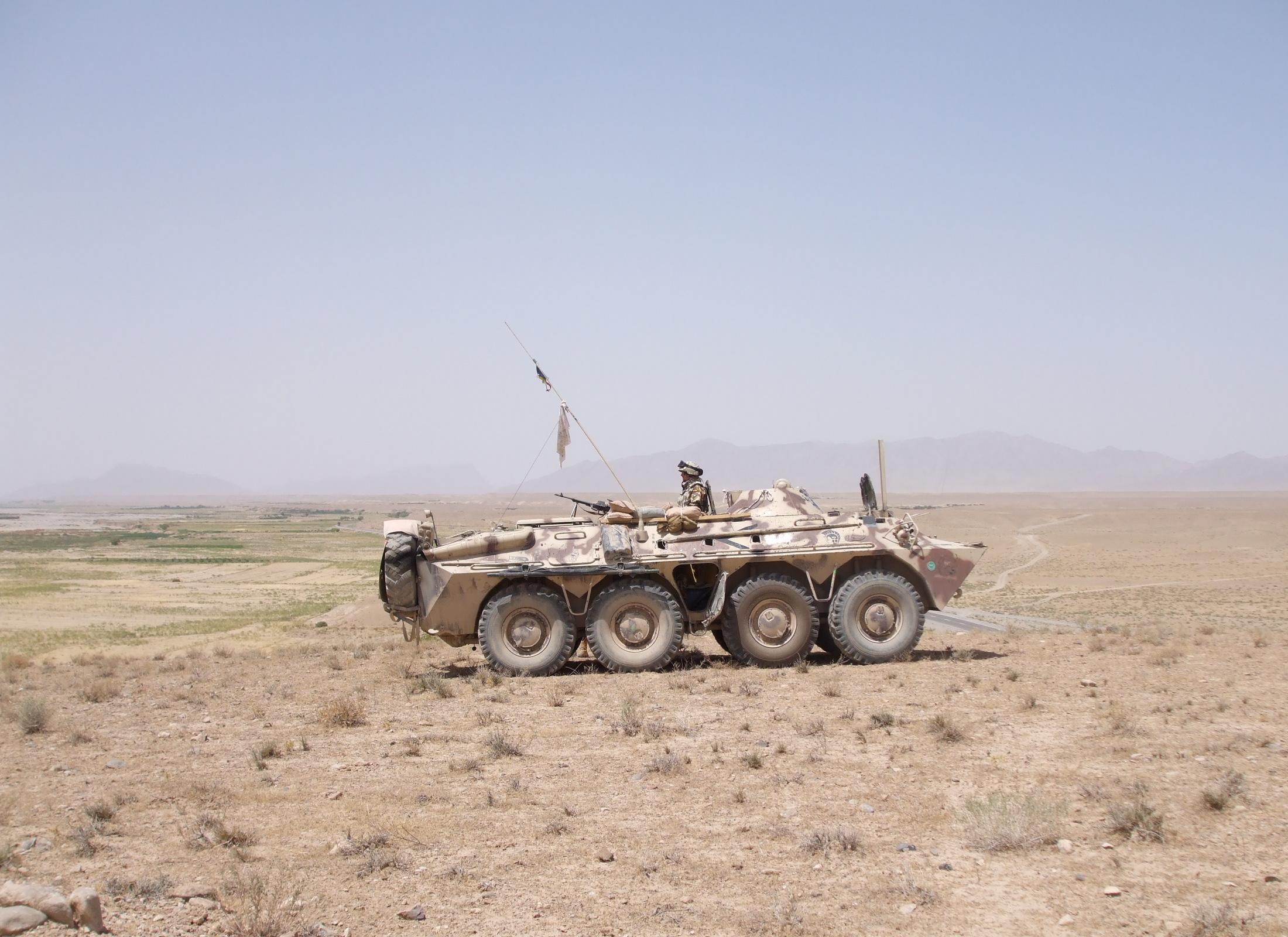
TAB-77 en operaciones, en Afganistán.

La torreta de un solo tripulante es manualmente operada y se encuentra montada en el centro del techo del casco y, como en la serie de los TBP's TPB BTR-60/TPB BTR-70, no dispone de una tapa y/o cubierta. El armamento comprende una ametralladora pesada KPVT de 14,5 mm y una ametralladora antipersona PKT de 7,62 mm, coaxial con el sistema de visión diurna situado en el lado izquierdo de la torreta. El traverso de la torreta y la elevacíon de las arma es de accionamiento manual.
El compartimiento de tropa se encuentra en el centro; y dispone de dos cubiertas en el techo de donde las tropas normalmente evacuan, y abordan el vehículo por medio de una pequeña cubierta de apertura situada entre la segunda y tercera rueda del conjunto de rodaje.
El compartimiento del motor se encuentra localizado atrás del casco del vehículo con una sola compuerta de acceso, y un solo exhosto se halla ubicado a cada uno de los lados del casco en la parte posterior para la salida de gases del motor.
El TAB-77 es como su similar; el BTR-70, totalmente anfíbio, siendo propulsado en el agua por una salida de la turbina de eyección de agua situada en el asiento del casco. Antes de entrar a la corriente de agua, las bombas de inmersión son accionadas en el interior y el vano de entrada de aire es hidráulicamente erigido por el conductor desde su asiento. En el transcurso del trayecto este sistema es retraído en el plató del glacis en un viaje en tierra.
El equipamiento estándar incluye un sistema automático de dirección de incendios y uno de supressión, una polea de tiro frontal con capacidad de hasta 5,500 kg, un sistema de detección y protección ABQ, sistemas de visión infrarroja nocturno, tracción en las cuatro ruedas delanteras, un sistema central de regulación de presión en los neumáticos,  que le permite al conductor el ajuste de la presión de las llantas desde su asient cuando el vehículo está en movimiento, y un precalentador en el encendido del motor para los países, que como Rumania; tienen cuatro estaciones en el año.

## Variantes rumanas del BTR-70
Rumania produjo decenas de BTR-70 en todas sus configuraciones para la exportación. Entre 1980 y 1986 Alemania del Este recibió 647 bajo la designación local de Spw-70. Otros 613 fueron entregados entre 1987 y 1990, y los que fueron asignados al servicio en Rumania han sido desplegados en numerosas misiones bajo el mando de la ONU y de la OTAN en Afganistán y el Líbano, así como muchos han sido vendidos a países en Asia y en África.

## Variantes del TAB-77

### TAB-77A PCOMA

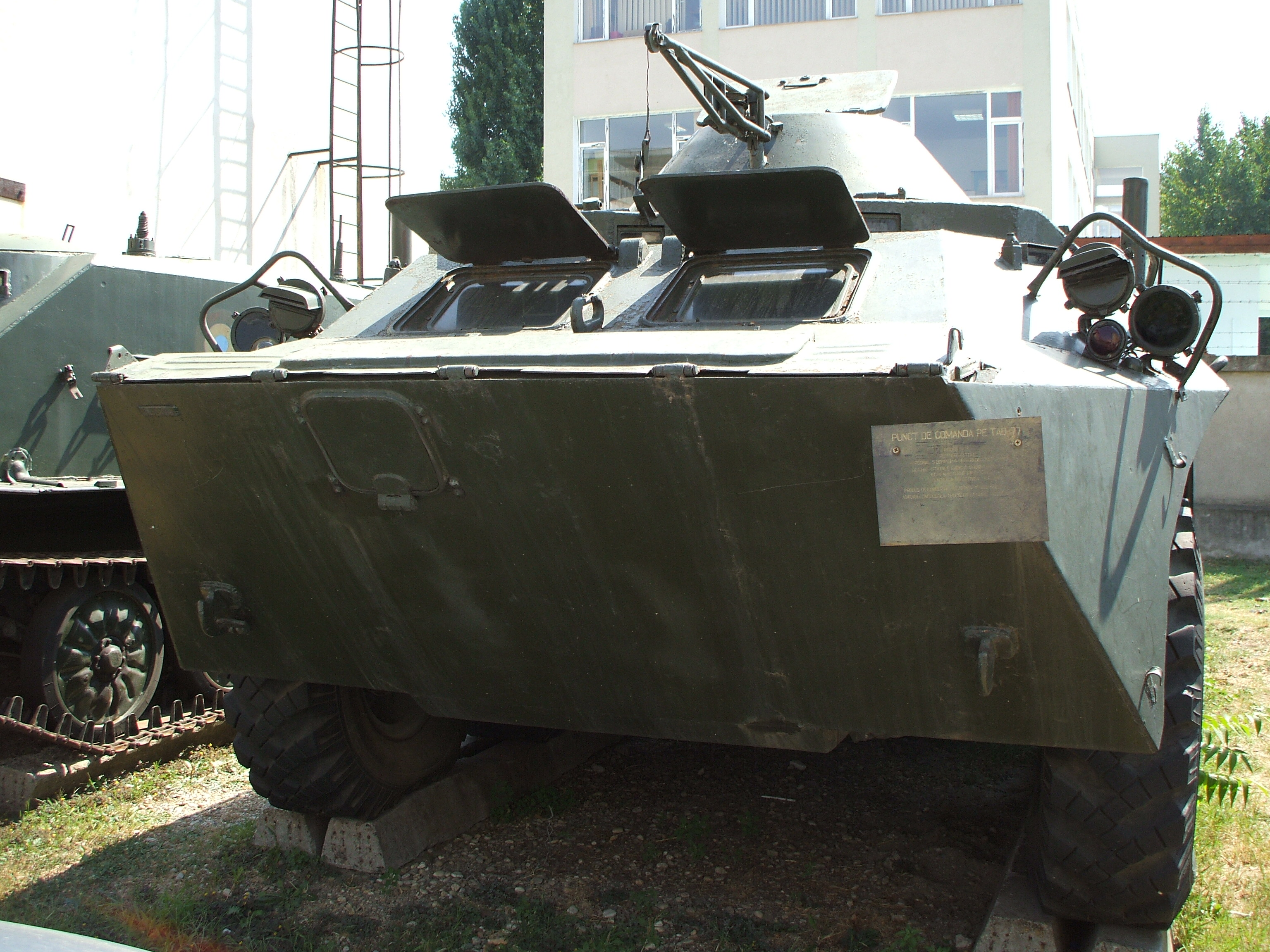
TAB-77 PCOMA

Es una variante de comando de puesto de avanzada y de artillería, con la torreta removida y una larga cúpula en reemplazo, que está cubierta por láminas de blindaje adicionales yeuqipos de observación; se despliega hacia atrás en su apertura desde el habitáculo. La cúpula contiene un sistema óptico de miras. Montada sobre la cúpula del comandante en el frente del blindado hay una ametralladora  PKMS de 7,62 mm. Esta versión dispone de equipos de comunicaciones adicionales pero no se han especificado la marca o las referencias de éste equipamiento.

### TAB-77A R-1451/1452
Variante de vehículo d ecomunicación y señales que monta una nueva torreta con perfil bajo y armada con una ametralladora pesada KPVT de 14,5 mm y nuevo equipo de comunicaciones adicional. Monta ocho antenas incluyendo un mástil tipo pod en el lado derecho del techo del casco. Montada externamente atrás del vehículo hay dos compartimientos de carga alojados. El TAB-77R-1452 está equipado con la misma estructura de perfil bajo, pero con una ametralladora simulada en la torreta. En la parte trasera reposan los mismos generadores y en el techo van equipados con siete antenas fijas y una sola antena telescópica.

### TERA-77L

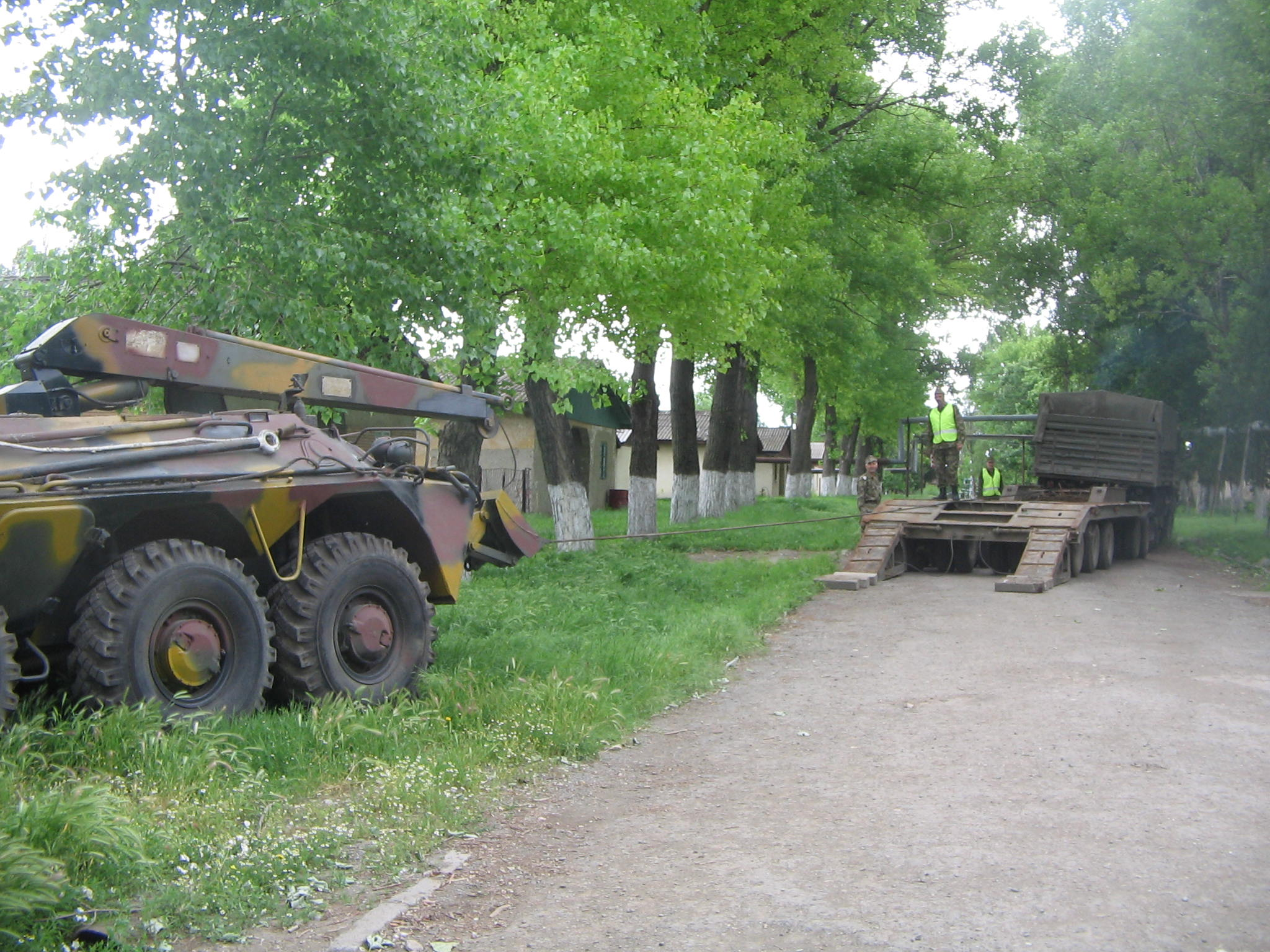
TERA-77L

Vehículo de ingenieros; dedicado a la reparación y recuperación, monta una grúa hidráulica, que está ubicada en traverso atrás en el techo cuando no es requerida, una pala montada frontalmente del tipo búldozer y estabilizada junto a una polea de remolcado.

### B33 (8×8) APC
Se cree que es una versión muy modificada y/o mejorada del TAB-77, basada en una de las variantes rusas del BTR-70, solo se sabe que el B-33 Zimbru es, de hecho, una copia del TBP BTR-80 en servicio en el Ejército de Rumania bajo el nombre de TAB Zimbru.

### RN-94 (6×6) APC
Este es un APC de tracción 6 × 6 , desarrollado en conjunto entre las industrias militares de Rumania (RATMIL) y Turquía (Roketsan-Otokar). Este se evaluó por parte del alto mando turco pero a fines del año 2006, no entró en producción para las fuerzas de Rumania o Turquía. En el año 2005 Rumania suplió algunos de estos a Bangladés, siendo entregados 9 RN-94 (6 × 6) en la configuración de APC/ambulancia para uso en las operaciones bajo mando de las Naciones Unidas.

## Usuarios

### Usuarios actuales
- Rumania
- Bangladés
- Nepal
- Pakistán

### Usuarios anteriores
- República Democrática Alemana
- Polonia